# Химнография
Химнографията (от гръцки: hymnos + graphos) е система от правила за съставяне на религиозни хвалебствени песни (химнове) с литургическо предназначение, като се спазват утвърдените за съответното християнско вероизповедание канонически изисквания. Предметът на химнографията са различните жанрови разновидности на християнските хвалебствени песни: акатист, икос, ирмос, канон, кондак, тропар, стихира.
В източното православие, химнографските произведения са поетически текстове, които се изпълняват по време на богослужебния ритуал чрез формите на осмогласното пеене. Познанията по химнография са необходима предпоставка за доброто усвояване на някои раздели на старобългарската литература.